# Gene Amdahl
Gene Myron Amdahl (Flandreau, 16 novembre 1922 – Palo Alto, 10 novembre 2015) è stato un ingegnere e informatico statunitense, noto per le sue ricerche nel campo dei computer e per aver formulato la legge di Amdahl.

## Studi
Amdahl nacque da genitori immigrati con discendenza  norvegese e svedese a Flandreau nel Dakota del Sud. Dopo aver svolto il servizio militare durante la Seconda guerra mondiale nella marina statunitense completò la sua laurea in fisica alla South Dakota State University nel 1948.  In seguito si trasferì alla University of Wisconsin-Madison dove studiò fisica teorica durante il suo dottorato. Nel 1952 sviluppò il suo primo computer il WISC. In seguito abbandonò il Wisconsin per andare a lavorare presso IBM nel giugno 1952.

## IBM e Amdahl Corporation
Presso IBM collaborò allo sviluppo dell'IBM 704, dell'IBM 709 e al progetto Stretch, la base del sistema IBM 7030 Stretch. Abbandonò IBM nel dicembre del 1955 e lavorò presso la Ramo Wooldridge e la Aeronutronic prima di tornare a IBM nel settembre del 1960. Al suo ritorno lavorò al System/360 e divenne IBM Fellow nel 1965. Lavorò presso i laboratori ACS a Menlo Park California. Nel settembre 1970 abbandonò ancora IBM dopo che le sue idee per lo sviluppo di nuovi computer erano state bocciate. Fondò la Amdahl Corporation a Sunnyvale California con l'aiuto di Fujitsu.
Competé nel settore dei mainframe con IBM, la sua società sviluppò dei mainframe compatibili con quelli IBM, il primo modello, l'Amdahl 470 V6  venne venduto nel 1975. Questo era più espandibile veloce e affidabile dell'equivalente IBM System 370/165. GLi Amdahl 470 erano compatibili con le serie S/360 e S/370 e questo permetteva alle società di sostituire i computer IBM senza dover acquistare l'hardware da IBM. Il team Amdahl sviluppo VM/PE, un software sviluppato per migliorare le prestazioni del sistema operativo IBM MVS che veniva eseguito dal sistema operativo IBM VM. Nel 1979 aveva venduto V6 e V7 per più di un miliardo di dollari ed aveva più di 6000 dipendenti nel mondo. La società vendeva anche sistemi di front-end (il 4705) per i computer e periferiche allegate come hard disk ad alte prestazioni sviluppati congiuntamente con Fujitsu.

## 1979 - imprenditore
Amdahl nell'agosto del 1979 abbandonò la sua società e fondò la Trilogy Systems. Questa, con fondi per 200 milioni di dollari, mirava a sviluppare circuiti integrati per mainframe. La società nel 1983 emise un'offerta pubblica di vendita per 60 milioni di dollari. La società, viste le difficoltà tecniche nello sviluppo dei circuiti integrati, decise di concentrarsi sullo sviluppo di tecnologie VLSI ma quando anche questo progetto fallì la società si fuse con la Elxsi. Elxsi fallì poco dopo l'abbandono di Amdahl, nel 1989. Amdahl aveva abbandonato la società per concentrarsi sulla Andor International una società fondata da lui nel 1978, e che puntava a competere nel mercato dei mainframe medio-piccoli e ad acquistare quote di mercato tramite innovative tecniche di produzione, che avrebbero dovuto ridurre i costi e rendere le macchine molto efficienti. Problemi di produzione e la forte concorrenza portarono la società alla bancarotta nel 1995.
Comunque determinato, nel 1996 Amdahl cofondò la Commercial Data Servers a Sunnyvale. Anche questa società sviluppava mainframe, benché si sarebbe concentrata sullo sviluppo di un processore a raffreddamento liquido, sviluppato per essere utilizzato in sistemi integrati. Nel 1997 l'azienda commercializzò la sua unica macchina, la ESP/490, un miglioramento del sistema IBM P/390 della famiglia System/390. La società in seguito cambiò nome divenendo Xbridge Systems e si focalizzò sullo sviluppo di sistemi di connettività software tra mainframe e sistemi aperti. Dal 2005 il sito della società non riporta più Amdahl come manager della società.
Nel novembre 2004 Amdahl entrò a far parte del consiglio direttivo della Massively Parallel Technologies.

## Premi
Dr. Amdahl fu IBM Fellow nel 1965, e divenne membro della National Academy of Engineering nel 1967. Ha ricevuto molti premi per la sua attività di ricerca e ha depositato molti brevetti, ha ricevuto due Lauree honoris causa per le sue ricerche.